# Jorge Toro
Jorge Toro (10. ledna 1939, Santiago de Chile – 16. února 2024, El Quisco) byl chilský fotbalista, záložník.

## Klubová kariéra
Začínal chilské lize v týmu Colo-Colo, se kterým získal jeden mistrovský titul a jedno vítězství v poháru. Po startu na Mistrovství světa ve fotbale 1962 působil v Itálie, kde hrál za UC Sampdoria, Modena FC a Hellas Verona FC. Po návratu do Chile hrál za opět za Colo-Colo a dále za Unión Española, se kterým vyhrál chilskou ligu, Club Deportes Concepción, Audax Italiano a Deportes La Serena. V Poháru osvoboditelů nastoupil v 6 utkáních a dal 1 gól a ve Veletržním poháru nastoupil ve 4 utkáních.

## Reprezentační kariéra
Za reprezentaci Chile nastoupil v letech 1959–1973 ve 29 reprezentačních utkáních a dal 6 gólů. Reprezentoval Chile na Mistrovství světa ve fotbale 1962, nastoupil v 5 utkáních a dal 2 góly a s týmem získal bronzové medaile za třetí místo.

## Ligová bilance
| Ročník                          | Zápasy | Góly | Klub                     |
| ------------------------------- | ------ | ---- | ------------------------ |
| Primera División (Chile) 1958   | 4      | 0    | Colo-Colo                |
| Primera División (Chile) 1959   | 13     | 5    | Colo-Colo                |
| Primera División (Chile) 1960   | 22     | 8    | Colo-Colo                |
| Primera División (Chile) 1961   | 16     | 4    | Colo-Colo                |
| Primera División (Chile) 1962   | 0      | 0    | Colo-Colo                |
| Serie A 1962/1963               | 16     | 3    | UC Sampdoria             |
| Serie A 1963/1964               | 3      | 2    | Modena FC                |
| Serie B 1964/1965               | 25     | 2    | Modena FC                |
| Serie B 1965/1966               | 11     | 2    | Modena FC                |
| Serie B 1966/1967               | 24     | 2    | Modena FC                |
| Serie B 1967/1968               | 26     | 7    | Modena FC                |
| Serie B 1968/1969               | 33     | 3    | Modena FC                |
| Serie A 1969/1970               | 7      | 0    | Hellas Verona FC         |
| Serie B 1970/1971               | 32     | 1    | Modena FC                |
| Primera División (Chile) 1971   | 9      | 1    | Colo-Colo                |
| Primera División (Chile) 1972   | 31     | 2    | Unión Española           |
| Primera División (Chile) 1973   | 27     | 1    | Unión Española           |
| Primera División (Chile) 1974   | 18     | 1    | Club Deportes Concepción |
| 2. chilská liga 1975            | 12     | 1    | Audax Italiano           |
| Primera División (Chile) 1976   | 26     | 0    | Deportes La Serena       |
| CELKEM Serie A                  | 26     | 5    |                          |
| CELKEM Primera División (Chile) | 166    | 22   |                          |
| CELKEM Serie B                  | 151    | 17   |                          |